# Vina (California)
Vina è un census-designated place (CDP) degli Stati Uniti d'America situato in California, nella contea di Tehama.